# Anolis ruibali
Espèce
Anolis ruibali est une espèce de sauriens de la famille des Dactyloidae.

## Répartition
Cette espèce est endémique de Cuba.

## Étymologie
Cette espèce est nommée en l'honneur de Rodolfo Ruibal.

## Publication originale
- Navarro & Garrido, 2004 : A new species of Anolis (Sauria: Lacertilia: Iguanidae) for the south eastern region of Cuba. Solenodon, vol. 4, p. 85-90 (texte intégral).